# قامیش‌اوبا
قامیش‌اوبا (به لاتین: Qamişoba، پیش از ۲۰۱۸/۰۶/۱۲ قامیشوفکا (Qamişovka)) یک منطقه مسکونی است که در شهرستان آستارا قرار دارد. این منطقه بخشی از دهیاری بالا شاه‌آغاچ است.